# Małgorzata Masternak-Kubiak
Małgorzata Masternak-Kubiak (ur. 22 grudnia 1962 w Lwówku Śląskim) – polska prawniczka, profesor nauk prawnych, profesor Uniwersytetu Wrocławskiego, specjalistka w zakresie prawa konstytucyjnego.

## Życiorys
W 1996 na podstawie napisanej pod kierunkiem Janusza Trzcińskiego rozprawy pt. Ratyfikowana umowa międzynarodowa w polskim prawie konstytucyjnym otrzymała na Wydziale Prawa, Administracji i Ekonomii Uniwersytetu Wrocławskiego stopień naukowy doktora nauk prawnych w zakresie prawa, specjalność: prawo konstytucyjne. Tam też w 2004 uzyskała stopień doktora habilitowanego nauk prawnych w zakresie prawa, specjalność: prawo konstytucyjne. Została profesorem nadzwyczajnym Uniwersytetu Wrocławskiego zatrudnionym w Katedrze Prawa Konstytucyjnego Wydziału Prawa i Administracyjnego.
W 2013 została oskarżona o plagiat i uznana za winną.  Po odwołaniu nakazano ponowne zbadanie sprawy, jednak z racji bycia sędzią, ma ona immunitet, na którego unieważnienie nie zgodziła się Komisja Sędziowska.
W 2018 prezydent Andrzej Duda nadał jej tytuł profesora nauk prawnych.
Została członkinią Polskiego Towarzystwa Prawa Konstytucyjnego.
Objęła stanowisko sędzi Naczelnego Sądu Administracyjnego.